# Hugo Lemay
Hugo Lemay (* 30. Januar 1983 in Québec) ist ein ehemaliger kanadischer Snowboarder. Er startete in der Disziplin Halfpipe.

## Werdegang
Lemay nahm zu Beginn der Saison 2001/02 in Whistler erstmals am Snowboard-Weltcup teil, wobei er den 37. Platz errang. Im weiteren Saisonverlauf wurde er kanadischer Meister in der Halfpipe und kam bei den Juniorenweltmeisterschaften 2002 in Rovaniemi auf den 43. Platz im Snowboardcross sowie auf den 29. Rang in der Halfpipe. In der Saison 2002/03 belegte er bei den Juniorenweltmeisterschaften 2003 in Prato Nevoso den 60. Platz und beim Nor-Am-Cup mit einem ersten sowie zweiten Platz den zweiten Platz in der Halfpipe-Wertung. In der Saison 2004/05 errang er mit zwei Top-Zehn-Platzierungen den 17. Platz im Halfpipe-Weltcup und erreichte damit seine beste Gesamtplatzierung. Beim Saisonhöhepunkt, den Snowboard-Weltmeisterschaften 2005 in Whistler, belegte er den 13. Platz. In der folgenden Saison errang er mit Platz fünf in Lake Placid seine beste Platzierung im Weltcup und bei seiner einzigen Olympiateilnahme im Februar 2006 in Turin den 18. Platz. Seinen 32. und damit letzten Weltcup absolvierte er im Januar 2010 im Stoneham, welchen er auf dem 12. Platz beendete.

## Teilnahmen an Weltmeisterschaften und Olympischen Winterspielen

### Olympische Winterspiele
- 2006 Turin: 18. Platz Halfpipe

### Snowboard-Weltmeisterschaften
- 2005 Whistler: 13. Platz Halfpipe

## Weltcup-Gesamtplatzierungen
| Saison  | Gesamt | Gesamt | Halfpipe | Halfpipe |
| Saison  | Punkte | Platz  | Punkte   | Platz    |
| ------- | ------ | ------ | -------- | -------- |
| 2001/02 | -      | -      | 16       | 124.     |
| 2002/03 | -      | -      | 120      | 84.      |
| 2003/04 | -      | -      | 764      | 27.      |
| 2004/05 | -      | -      | 1160     | 17.      |
| 2005/06 | 492    | 139.   | 492      | 44.      |
| 2006/07 | 36     | 253.   | 36       | 81.      |
| 2007/08 | 264    | 179.   | 264      | 51.      |
| 2008/09 | 314    | 167.   | 314      | 51.      |
| 2009/10 | 238    | 177.   | 238      | 53.      |